# Tietoevry
Tietoevry (bis April 2019 Tieto) ist ein in IT- und Product Engineering Services tätiges IT-Dienstleistungsunternehmen. Mit fast 24.000 Mitarbeitern in nahezu 90 Ländern ist Tietoevry einer der größten IT-Serviceprovider in Europa. Tietoevry ist in Helsinki, Finnland beheimatet. Tietoevry ist an der Börse Stockholm gelistet und war Bestandteil des OMX-Helsinki-25-Index der Nordischen Wertpapierbörse OMX.
Das Unternehmen bietet Dienstleistungen für die  Bereiche Automobilindustrie, Finanzdienstleistungen, Telekommunikation und Medien, Gesundheitswesen, Forstwirtschaft, Energie, Manufacturing sowie Einzelhandel und Logistik.
Das Personal verteilt sich auf folgende Länder: 30 % in Finnland, 17 % in Schweden, 11 % in der Tschechischen Republik, 9 % in Indien, 8 % in China, 7 % in Polen, 5 % in Deutschland und die restlichen 13 % in den übrigen Ländern.

## Firmengeschichte

### Gründung und Geschichte
Das Unternehmen wurde 1968 in Espoo, Finnland unter dem Namen Tietotehdas Oy gegründet. In den ersten Jahren betrieb Tietotehdas seine Tätigkeiten hauptsächlich in Computerzentren. IT-Systeme wurden überwiegend für die Union Bank of Finland und deren Kunden sowie für Holzindustrieunternehmen entwickelt und gewartet.
Die Kundenbasis des Unternehmens wuchs in den 1970ern und Midi-Computer wurden neben den bereits existierenden Großrechnern eingeführt. Neben Services und Software für Großrechner war auch die Entwicklung von IT-Systemen zentraler Bestandteil der Tätigkeiten von Tietotehdas. Die Kunden repräsentierten diverse Industrien und die Geschäftstätigkeiten wurden entsprechend organisiert. In den 1990er Jahren wuchs das Unternehmen sehr schnell durch eine Reihe von Übernahmen, Fusionen und strategischen Allianzen. Der Firmenname wurde 1995 in TT Tieto geändert und 1998 in Tieto. 1996 verstärkte das Unternehmen seine Tätigkeit im Telekommunikationssektor  durch die Übernahme von Avancer. 1999 fusionierten Tieto und Enator zu TietoEnator.
In den 2000er Jahren globalisierte die IT-Industrie und Tieto steigerte seine internationalen Geschäfte. Die Offshore-Produktion begann 2004. Zur gleichen Zeit begannen indische Unternehmen in den nordischen Markt vorzudringen und der Wettbewerb wurde härter. 2007 schlug das Unternehmen einen neuen Kurs zurück nach Nordeuropa ein. Die globale Reichweite blieb in ausgewählten Sektoren, wie etwa im Bereich Telekommunikation, erhalten.
Am 1. Dezember 2008 startete das Unternehmen eine neue Corporate-Marke und einen neuen Namen Tieto (was auf Finnisch „Wissen“ bedeutet).
Die Bedeutung der horizontalen Geschäfte und der Offshore-Ressourcen wuchs und das Unternehmen ersetzte die industriebasierte Struktur durch eine Matrix bestehend aus Länderorganisationen, Industrien und globalen Dienstleistungsbereichen. Die Offshore-Produktion wurde deutlich gegen Ende der Dekade gesteigert. Ende 2011 hatte das Unternehmen ca. 18.000 Beschäftigte.
Mit 1. Januar 2020 erfolgte ein Zusammenschluss mit dem norwegischen IT-Unternehmen „EVRY“. Die vereinten Organisationen bilden nun ein neues Unternehmen mit dem Namen Tietoevry. Das Unternehmen bildet damit einen der größten IT-Dienstleister in den Nordics.

### Wechsel des Präsidenten und CEO 2011

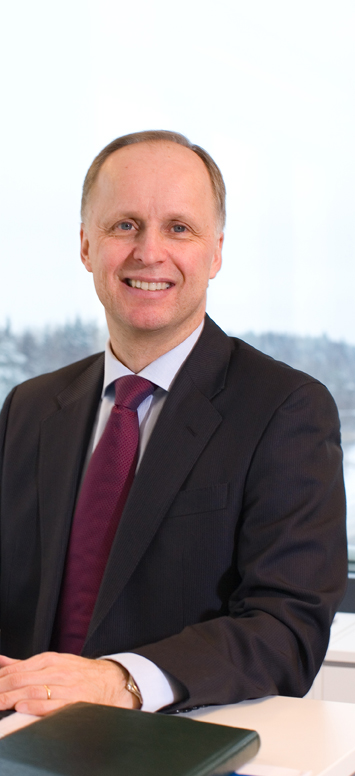
Kimmo Alkio, seit 2011 Präsident und CEO von Tieto Corporation

Im April 2011 verließ Hannu Syrjälä seine Position als CEO und Ari Karppinen wurde zum Vorstandsvorsitzenden der Tieto Corporation ernannt. Gleichzeitig initiierten die Vorstandsmitglieder einen Prozess für die Rekrutierung eines neuen Präsidenten und CEO.
Nachdem Kimmo Alkio im Juli ernannt worden war, übernahm er die Stelle am 1. November und trat gleichzeitig aus dem Vorstand aus. Kimmo Alkio ist nach wie vor CEO von Tietoevry.

### Tietoevry Austria
Seit 2005 ist Tietoevry Austria auch in Österreich vertreten und arbeitet an verschiedenen IT-Services und -Lösungen: von holistischen Optimierungsmodellen, über mobile Produktionslösungen bis zum Arbeitsplatz der Zukunft und Business Intelligence- und Infrastruktur-Services. Tietoevry Austria steht in Partnerschaft mit Genesys, Microsoft, Novomind, Salesforce, SAP und anderen globalen Unternehmen. Tietoevry Austria beschäftigt derzeit rund 250 Mitarbeiter in Wien (Hauptsitz), Linz und Graz.
Spezialisiert auf ausgewählte Branchen in Österreich (produzierende Industrie, Telekommunikation, Versicherungs- und Finanzdienstleistungen, öffentlicher Bereich und Energie) fokussiert sich Tietoevry Austria auf folgende Kernbereiche:
Design-, Daten- und Cloud-Technologien, die unternehmensweite Transformation von Geschäftsprozessen/Anwendungen/Infrastruktur, Multi-Cloud-Plattformen, Finanzsoftwareprodukte, -plattformen sowie -dienstleistungen und Software- bzw. Datenlösungen für die genannten Branchen wie SAP.
Tietoevry Austria ist Mitglied der österreichischen Plattform Industrie 4.0. Außerdem beteiligt sich das Unternehmen an Forschungsprojekten rund um die digitale Transformation.

## Aktuell

### Tietoevry weltweit
Tietoevry betreibt Büros in Österreich, Belgien, Belarus, Kanada, China, Tschechische Republik, Dänemark, Estland, Finnland, Deutschland, Indien, Indonesien, Italien, Lettland, Litauen, Malaysia, Niederlande, Norwegen, Philippinen, Polen, Russland, Singapur, Schweden, Ukraine, Großbritannien und den USA.
Nettoverkäufe nach Ländern: Finnland 45 %, Schweden 31 %, International 24 %

### Mitarbeiter
- Ca. 24.000 Mitarbeiter arbeiten für Tietoevry
- 27 % sind Frauen und 73 % Männer (2011)

### Anteilseigner
40 % der Anteilseigner sind finnisch und 17 % sind schwedisch.

## Unternehmensdaten 2011

### Umwelt
- Tietoevrys Volumen an nachhaltigen IT-Dienstleistungen stieg und die CO2-Reduktionen von Kundenservices (168.481 Tonnen CO2) überstiegen bei weitem ihre eigenen CO2-Emissionen (45.582 Tonnen CO2).
- Im Mai 2011 gewann ein neues Tietoevry-Datencenter in Finnland den  „Green Enterprise IT“ (GEIT) Award. Die Anerkennung des US Uptime Instituts landete in der „Beyond the Data Centre“-Kategorie.
- Im Juni 2011 wurde Tietoevry mit höchsten Noten (973 von 1 000) im TCO Development’s Green IT Audit ausgezeichnet.
- Im Oktober 2011 wurde Tietoevry im Carbon Disclosure Leadership Index (96 Punkte) und im Carbon Performance Leadership Index (performance band A) des Carbon Disclosure Projects hinzugefügt.

### Wirtschaftliches Ergebnis
- Der Gesamtjahresumsatz stieg um 7 % auf 1,828 Milliarden Euro.
- Das Gesamtjahr-Betriebsergebnis stieg auf 98,1 Millionen Euro.
- Der Aktienwert stieg um 0,84 Euro.
- Der „Customer benefit index“ zur Messung der Kundenzufriedenheit stieg von 3,26 auf 3,71 (Skala 1–5)[9]

## Tätigkeitsfelder und Expertisen
- Bank und Versicherung
- Telekommunikation, Automobilindustrie and Medien
- Gesundheitswesen
- Forstwirtschaft, Energie, Produktionsprozess
- Einzelhandel und Logistik
- ICT Operation Management